# Bělá (okres Havlíčkův Brod)
Bělá (německy Biela) je obec v okrese Havlíčkův Brod v Kraji Vysočina. Včetně části Tasice v ní žije 221 obyvatel. Leží asi třicet kilometrů severozápadně od Havlíčkova Brodu a 47 kilometrů severozápadně od Jihlavy.

## Název
Název se vyvíjel od varianty Byela (1396), Biela (1654). Místní jméno je pravděpodobně odvozeno od původního názvu potoka Bělá, jehož název odkazoval na barvu vody či na to, že tekla volnou krajinou bez stromoví, takže se v té vodě odráželo slunce.

## Historie
První písemná zmínka o vesnici pochází z roku 1257 (údaj ale možná přísluší k České Bělé), jistě 1316.
Roku 1545 si vesnici nechala do zemských desek zapsat Markéta Ledecká z Říčan jako součást ledečského panství.

## Obyvatelstvo
| Rok            | 1869 | 1880 | 1890 | 1900 | 1910 | 1921 | 1930 | 1950 | 1961 | 1970 | 1980 | 1991 | 2001 | 2011 | 2021 |
| -------------- | ---- | ---- | ---- | ---- | ---- | ---- | ---- | ---- | ---- | ---- | ---- | ---- | ---- | ---- | ---- |
| Počet obyvatel | 506  | 538  | 544  | 535  | 484  | 461  | 427  | 301  | 367  | 301  | 279  | 222  | 191  | 207  | 214  |
| Počet domů     | 62   | 69   | 67   | 69   | 70   | 70   | 73   | 85   | 92   | 91   | 87   | 104  | 107  | 112  | 122  |

## Obecní správa

### Části obce
- Bělá
- Tasice

V letech 1961–1991 byla vesnice spolu se svou částí Tasice součástí obce Jedlá. Od 1. ledna 1992 je samostatnou obcí.

### Znak a vlajka
Právo užívat znak a vlajku bylo obci uděleno rozhodnutím Poslanecké sněmovny Parlamentu České republiky dne 19. ledna 2007. Znak tvoří červeno-zeleně polcený štít, na kterém je nahoře zlatý skleněný pohár a zlatá věž s cimbuřím se třemi stínkami, černým obloukovým oknem a rozšířeným kvádrovaným soklem s prolomeným černým obloukovým vchodem, mezi nimi stříbrná hornická kladívka na zlatých topůrkách, dole stříbrný leknový trojlist. Vlajku tvoří čtyři svislé pruhy, červený, bílý, žlutý a zelený, v poměru 5 : 1 : 1 : 5. V červeném pruhu žlutý skleněný pohár, v zeleném pruhu žlutá věž s cimbuřím, černým obloukovým oknem a rozšířeným kvádrovaným soklem s černým prolomeným obloukovým vchodem. Poměr šířky k délce listu je 2 : 3.

## Pamětihodnosti
- Kaple
- Pomník obětem první světové války
- Kříž u čp. 62
- Křížek u kaple
- Zbytky tvrze Bělá

## Galerie

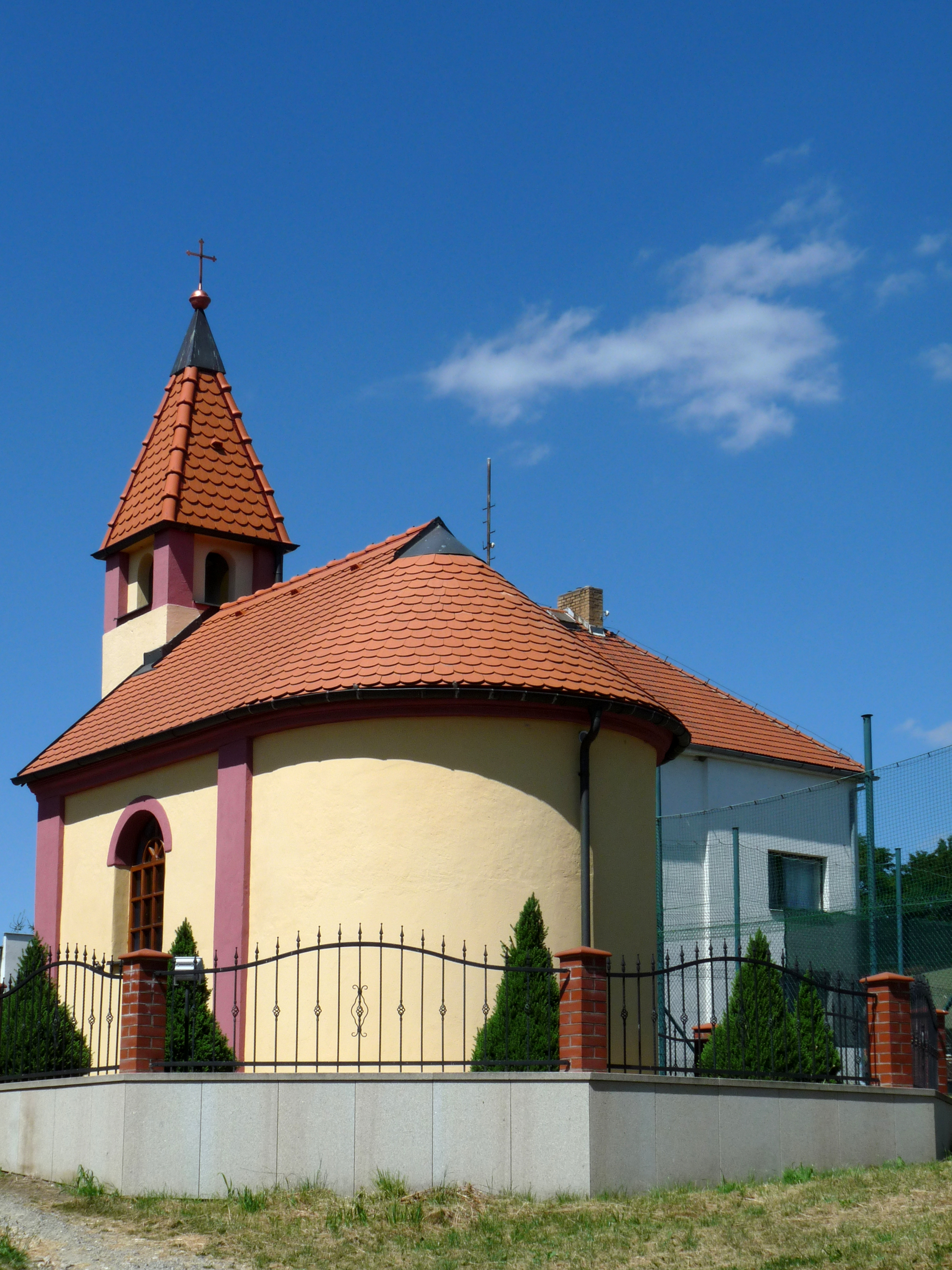
Kaple
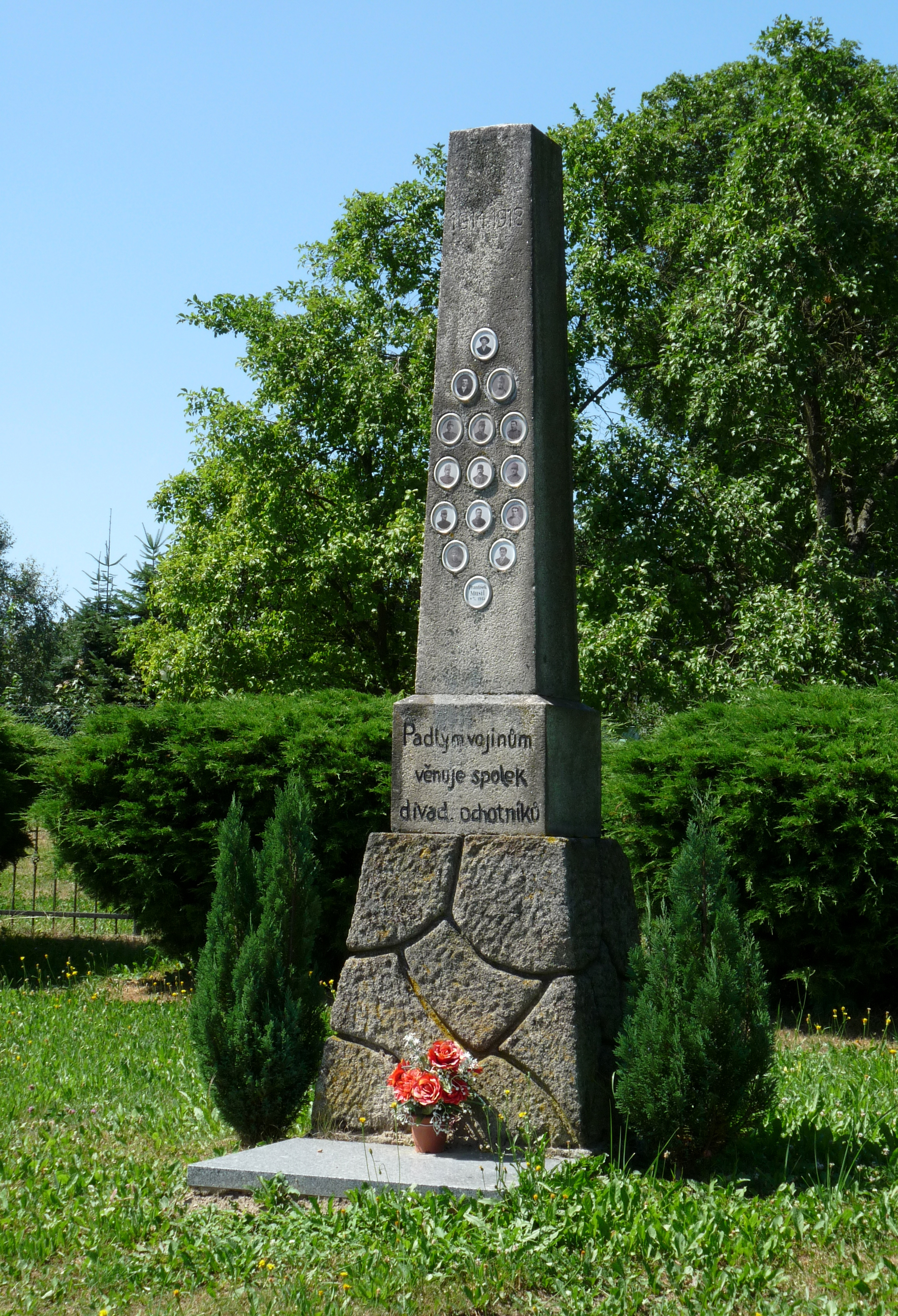
Pomník
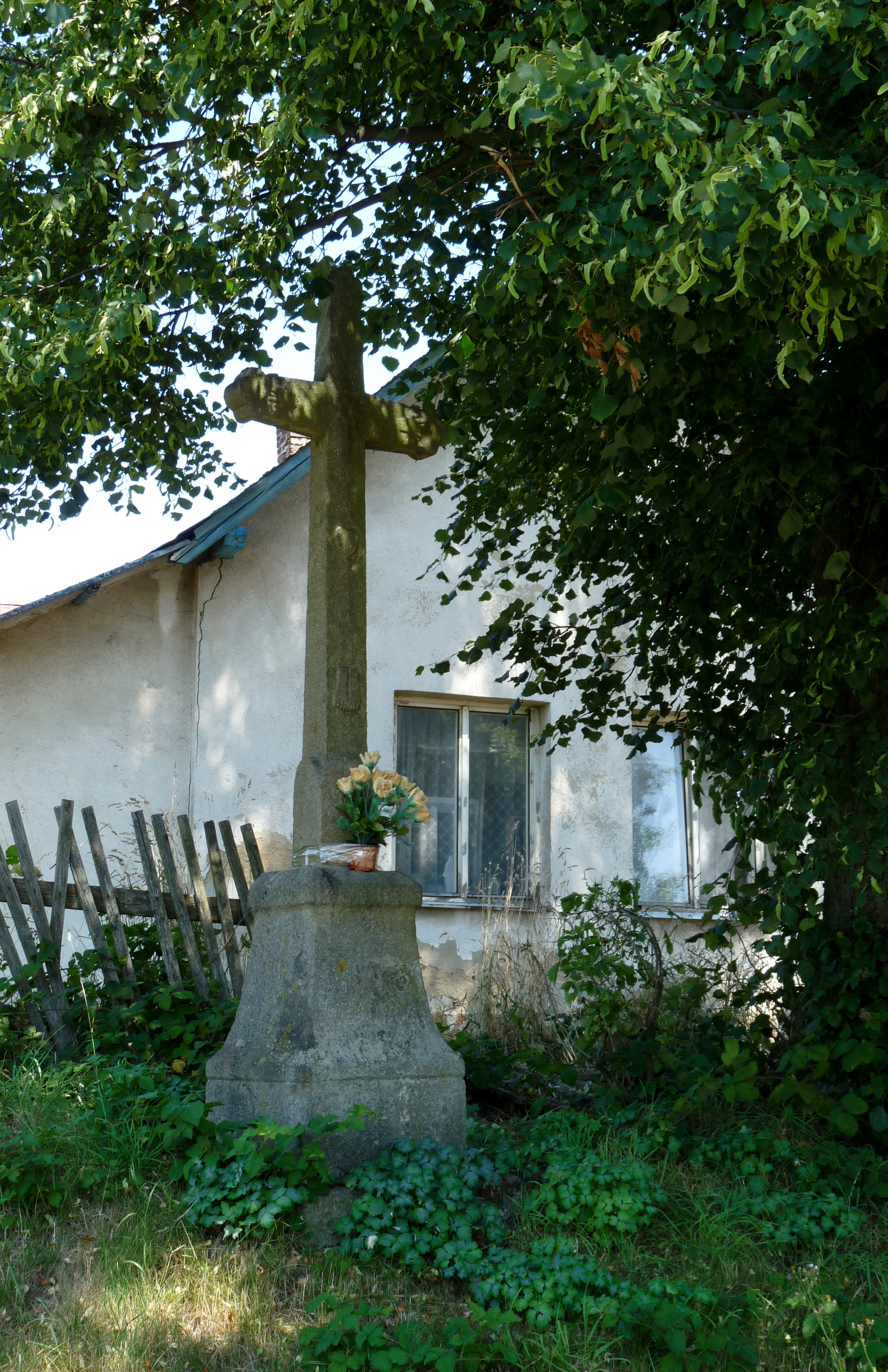
Kříž u čp. 62